# Aérovide
 (août 2025).
Motif : 34 employés, page qui était promotionnelle
- Archive Wikiwix
- Bing
- Cairn
- DuckDuckGo
- E. Universalis
- Gallica
- Google
- G. Books
- G. News
- G. Scholar
- Persée
- Qwant
- (zh) Baidu
- (ru) Yandex
- (wd) trouver des œuvres sur Wikidata

| 1. | Préciser le motif de la pose du bandeau. | Précisez le motif de la pose du bandeau en utilisant la syntaxe suivante : {{admissibilité à vérifier\|date=août 2025\|motif=remplacez ce texte par le motif}}                |
| 2. | Informer les utilisateurs concernés.     | Pensez à avertir le créateur de l'article, par exemple, en insérant le code ci-dessous sur sa page de discussion : {{subst:avertissement admissibilité à vérifier\|Aérovide}} |

 (septembre 2024).
Aerovide GmbH est une société d'ingénierie allemande spécialisée dans l'aérodynamique et la conception d'éoliennes. L'entreprise a son siège à Rendsburg, dans le Schleswig-Holstein, en Allemagne.

## Historique
Aerovide a été fondée en 1983 sous le nom de Aerodyn par une équipe d'ingénieurs spécialisés dans l'aérodynamique des éoliennes.